# Algiska språk
De algiska språken är en språkfamilj i Nordamerika som består av den stora familjen algonkinspråk samt två små språk från Kalifornien, wiyot och yurok. Familjen identifierades av Edward Sapir.

## Språk i familjen
Algiska består av cirka 30 språk. Klassificeringen här följer delvis Ethnologue och delvis engelska wikipedia.
I. Wiyot
1. Wiyot (även känt som wishosk) (†)
II. Yurok
2. Yurok (även känt som weitspekan)
III. Algonkinspråk
A. Präriealgonkinspråk
3. Arapaho
4. Siksika
5. Cheyenne
B. Centrala algonkinspråk
6. Cree (även känt som cree-montagnais eller cree-montagnais-naskapi)
7. Fox (även känt som fox-sauk-kickapoo eller mesquakie-sauk-kickapoo)
8. Menominee (även känt som menomimi)
9. Miami-illinois (†)
10. Ojibwa (även känt som ojibway, ojibwe, chippeway, ojibwa-potawatomi, ojibwa-potawatomi-ottawa, eller anishinaabemowin)
11. Potawatomi (även känt som ojibwa-potawatomi)
12. Shawnee
13. Mahican (även känt som mohikan) (†)
C. Östliga algonkinspråk
14. Etchemin (†)
15. "Loup A" (även känt som nipmuck ?) (†)
16. "Loup B" (†)
17. Wolastoqey (även känt som maliseet, maliseet-passamquoddy eller malécite-passamquoddy)
18. Massachusett (även känt som nnatick) (†)
19. Mi'kmaq (även känt som micmac, mikmaq, mi'kmag eller míkmaw)
20. Mohegan-pequot (†)
21. Munsee (även känt som delaware eller lenape)
22. Nanticoke (även känt som nanticoke-convoy) (†)
23. Narragansett (†)
24. Pamlico (även känt som Carolina Algonquian, pamtico eller pampticough) (†)
25. Powhatan (även känt som Virginia Algonquian) (†)
26. Quiripi-naugatuck-unquachog (även känt som connecticut-naugatuck-unquachog) (†)
27. Shinnecock (†)
28. Unami (även känt som delaware eller lenape)(†)
29. Västlig abnaki (även känt som abnaki, St. Francis, abenaki, eller abenaki-penobscot)
30. Östlig abnaki (även känt som abenaki eller abenaki-penobscot) (†)